# Cola liberica
Cola liberica là một loài thực vật có hoa trong họ Cẩm quỳ. Loài này được Jongkind mô tả khoa học đầu tiên năm 2004.